# Swindridgemuir
Swindridgemuir ist ein Herrenhaus nahe der schottischen Ortschaft Dalry in der Council Area North Ayrshire. 1971 wurde das Bauwerk in die schottischen Denkmallisten in der höchsten Denkmalkategorie A aufgenommen.

## Beschreibung
Das klassizistische Herrenhaus liegt isoliert auf einem weitläufigen Anwesen rund zwei Kilometer östlich von Dalry. Es entstand um das Jahr 1815, möglicherweise nach einem Entwurf des schottischen Architekten David Hamilton. Die südwestexponierte Frontseite des zweistöckigen Gebäudes ist symmetrisch aufgebaut. Das Eingangsportal befindet sich mittig und ist über eine Vortreppe mit verziertem, gusseisernem Geländer zugänglich. Der Eingangsbereich ist mit einem Portikus mit vier ionischen Säulen gestaltet. Die beiden flankierenden Fenster sind mit Blendpfeilern und Gesimse gearbeitet. Die beiden Dachgauben sind neueren Datums. Das Gebäude schließt mit einem schiefergedeckten Walmdach ab.